# Fuga (film 2006)
Fuga è un film del 2006 ed è l'opera di esordio di Pablo Larraín. Gli interpreti principali sono Benjamin Vicuna, Gaston Pauls, Alfredo Castro e Francisca Imboden.

## Trama
Ricardo Coppa è un musicista mediocre e senza talento che inizia una folle ricerca incentrata su una presunta creazione musicale, lasciata incompiuta dal musicista Eliseo Montalbán, il quale la scrisse accidentalmente dopo aver assistito, da bambino, all'assassinio della sorella avvenuto su un pianoforte. La ricerca di Coppa si trasformerà in ossessione, che sfocerà presto in pazzia.

## Distribuzione
Il film, mai distribuito in Italia, è stato trasmesso per la prima volta dalla piattaforma Mymovies in occasione della XIX edizione del Festival del Cinema di Porretta Terme il giorno 1 dicembre 2020.

## Premi
Fra il 2006 e il 2007, "Fuga" ha vinto diversi premi in alcuni festival cinematografici internazionali. Fra questi ricordiamo il premio del 2006 come "Miglior film" al Festival del cinema latino americano di Trieste e contestualmente come migliori attori a Benjamin Vicuña e Gastón Pauls; nel 2007 il premio "Miglior lungometraggio d'esordio" al Festival Internazionale di Cinema di Cartagena de Indias e sempre nel 2007 in Spagna al Malaga Film Festival ha vinto il premio "Miglior film" e "Migliore attore" Benjamín Vicuña.